# Корпуана періянська
Корпуа́на періянська (Asthenes perijana) — вид горобцеподібних птахів родини горнерових (Furnariidae). Мешкає в Колумбії та Венесуелі.

## Опис
Довжина птаха становить 19-22 см, враховуючи довгий хвіст, вага 16-21 г. Верхня частина тіла рівномірно сіро-коричнева, нижня частина тіла світліша. Над очима довгі сіруваті брови. На підборідді охриста пляма. Покривні пера крил каштанові. Стернові пера світло-коричневі, загострені, східчасті, завдовжки 11,6 см. Виду не притаманний статевий диморфізм.

## Поширення і екологія
Періянські корпуани є ендеміками гір Сьєрра-де-Періха на кордоні північно-східної Колумбії (Гуахіра) та північно-західної Венесуели (Сулія). Вони живуть в карликових високогірних лісах, у високогірних чагарникових заростях та на високогірних луках парано. Зустрічаються на висоті від 2950 до 3400 м над рівнем моря. Живляться комахами, а також ягодами.

## Збереження
МСОП класифікує цей вид як такий, що перебуває під загрозою зникнення. За оцінками дослідників, популяція періянських корпуан становить від 150 до 700 птахів. Їм загрожує знищення природного середовища.